# Вулканский салют
Вулканский салют — приветственный жест рукой, поднятая вперёд ладонь с разведёнными средним и безымянным пальцем и вытянутым большим. Обычно понимается как «Живи долго и процветай», — эти слова, собственно, и сопровождают этот приветственный жест, который также считают жестом согласия, проще говоря: «Ок». Салют был придуман и популяризирован Леонардом Нимоем, который исполнял роль персонажа-полувулканца Спока в телесериале конца 1960-х годов «Звёздный путь: Оригинальный сериал».

## Происхождение
«Вулканский салют» придумал Леонард Нимой, который играл вулканца мистера Спока в телесериале «Звёздный путь: Оригинальный сериал». В интервью «New York Times» 1968 года этот жест был описан как «версия знака победы Черчилля со сдвоенными пальцами». Нимой сказал в этом интервью, что он «решил, что вулканцы были народом, ориентированным на руки».
Приветствие впервые появилось в 1967 году во вводной серии второго сезона «Время ярости» сериала «Звёздный путь: Оригинальный сериал». Среди прочего, этот жест известен тем, что некоторым людям трудно выполнять его должным образом без практики или скрытого предварительного расположения пальцев. Сообщается, что актёрам «Оригинального сериала» приходилось убирать пальцы другой руки за пределы экрана, прежде чем поднять руку в кадр. Эта трудность может возникать из-за различий в ловкости рук у людей. Это пародируется в фильме 1996 года «Звёздный путь: Первый контакт», когда Зефрам Кохрэйн, впервые в истории человечества встретив вулканца, не может ответить на жест и вместо этого пожимает вулканцу руку.
В своей автобиографии 1975 года «Я не Спок» Нимой, который был евреем, написал, что придумал этот жест, основываясь на Священническом благословении, совершаемом еврейскими Коханим обеими руками; большие пальцы при этом повернуты друг к другу, а остальные пальцы сложены так, что ладонь выглядит как еврейская буква Шин (ש), также имеющая три линии, идущие вверх. Буква Шин здесь означает Эль Шаддай, что означает «Всемогущий (Бог)», а также Шехину и Шалом. Нимой писал, что, когда он был ребёнком, дед водил его в ортодоксальную синагогу, где он увидел совершаемое благословение и был впечатлен им.
Другие часто приветствовали Нимоя Вулканским салютом, который стал настолько известным, что в июне 2014 года его символ эмодзи был добавлен в версию 7 стандарта Unicode как U+1F596 🖖 поднятая ладонь с раздвинутыми средним и безымянным пальцами. (В аннотации Common Locale Data Repository смайлика есть короткое название на американском английском «vulcan salute» и ключевые слова «finger», «hand», «spock» и «vulcan» [все со строчной буквы].)
Белый дом упомянул вулканское приветствие в своем заявлении о смерти Леонарда Нимоя, назвав «универсальным знаком „Живи долго и процветай“». На следующий день астронавт НАСА Терри У. Вёртс опубликовал в своем Твиттере фотографию с Международной космической станции, на которой видно приветствие (на фоне Земли), когда МКС пролетела над местом, где вырос Нимой, — Бостон, Массачусетс, США.

## «Живи долго и процветай»
Сопровождающее устное благословение «Живи долго и процветай» (англ. live long and prosper) — «dif-tor heh smusma» на вулканском языке (как сказано в фильме 1979 года «Звёздный путь») — впервые появилось в серии «Время ярости» и придумана сценаристом Теодором Старджоном. Менее известен ответ — «Мир и долгая жизнь», хотя иногда его говорят первым, с ответом «Живи долго и процветай». Затем фраза была сокращена до «LLAP».
Древнеегипетское благословение «анх веджа сенеб», хотя его дословный перевод не ясен, использует три символа «жизнь», «процветание» и «здоровье»; это было переведено как «Да будет он жив, преуспевай, будь здоров».
Новая международная версия Библии, Второзаконие 5:33 (5:30 в Масоретском тексте), включает фразу «живи и преуспевай» как часть наставлений Моисея еврейскому народу перед входом в Ханаан; другие переводы также включают понятие долгой жизни.
В трагедии Уильяма Шекспира «Ромео и Джульетта» 1594 года есть строчка: «Живи и преуспевай! Прощай, друг», сказанная Ромео Бальтазару, своему другу и слуге.
Благословение «живи и процветай» приписывается деятелю организованной преступности 18-го века Джонатану Уайлду в его биографии 1725 года, написанной «H.D.», возможно, псевдонимом Дэниеля Дефо.
В романе «Трилби» Жоржа дю Морье, опубликованном в 1894 году, описание студента-искусствоведа заканчивается фразой: «Да здравствует он долго и процветает!»
Фраза приписываемая Стивену Крейну Уиллой Кэсер в её эссе «Когда я знала Стивена Крейна», впервые опубликованном в 1900 году: «У вас должен быть зуд в пальцах, а если нет, — ну, вам чертовски повезло, и вы проживете долго и будете процветать, вот и всё».